# Illex oxygonius
Illex oxygonius — вид головоногих моллюсков из отряда кальмаров.
Из всех видов рода Illex они имеют самый маленький ареал: только в западной части Северной Атлантики от Нью-Джерси, к югу от Флоридского пролива и до Мексиканского залива. Их очень трудно отличить от Illex coindetii и Illex illecebrosus, с которыми у них общий ареал. Наиболее очевидное отличие Illex oxygonius — более острый угол плавников от 25 ° до 40 °. Также возможно, что они могут быть гибридом Illex coindetii и Illex illecebrosus.
Длина мантии самцов до 23 см, самок до 21 см. Вид встречается на глубине от 50 до 550 м. Безвреден для человека и является объектом промысла.